# کوفته قلقلی‌ها ۴
کوفته قلقلی‌ها ۴ (به انگلیسی: Meatballs 4) یک فیلم کمدی آمریکایی محصول سال ۱۹۹۲ و چهارمین و آخرین قسمت از مجموعه فیلم‌های کوفته قلقلی‌ها است. این پروژه به‌طور کامل در بیس لیک، کالیفرنیا، در اواخر تابستان ۱۹۹۱ فیلمبرداری شد. این پروژه در ابتدا به عنوان یک کمدی-درام با عنوان چادرنشینان شاد طراحی شده بود، پس از شروع تولید به عنوان ادامه مجموعه کوفته قلقلی‌ها ۳ (۱۹۸۶) ساخته شد.

## داستان
ریکی (کوری فلدمن) بهترین مربی اسکی روی آب در اطراف خودش است، و او به تازگی توسط کارفرما/اردوگاه سابقش برای افزایش حضور هنرجویان دوباره استخدام شده‌است. با این حال، کمپ در مشکلات مالی جدی است و صاحب یک کمپ رقیب و محبوب تر می‌خواهد آنها را بخرد؛ بنابراین، دو باشگاه در رقابتی برنده می‌شوند که یک بار برای همیشه این رقابت برتری آنها را مشخص می‌کند.